# خوشان الذباب
خَوشان الذُّبَاب (الاسم العلمي: Apocynum androsaemifolium) هو نبات مزهر من جنس الخوشان في رتبة الجنطيانيات شائع في أمريكة الشمالية.

## الوصف
خوشان الذباب هو عشب معمر ذو سيقان متفرعة وزغب على الجانب الأسفل من الأوراق وبلا زغب على السيقان. ينمو بين 20–30 سنتيمتر (8–12 بوصة)، ويندر أن ينمو بطول 50 سـم (20 بوصة). يظهر النسغ اللبني على سيقان مكسورة.
أوراقها بيضوية مدببة، ذات حواف كاملة وتعرق متناوب. أزواج الزهور الوردية تتفتح في نهاية السيقان بين يونيو وسبتمبر. يبلغ طول غلاف بذرها 12.5–17.5 سـم (5–7 بوصة) تحتوي على بذور ذات شعر حريري.